# SNUPPS
SNUPPS é um acrônimo de pé para Standardized Nuclear Unit Power Plant System. Refere-se a reator PWR de 4-loops produzido pela Westinghouse, na década de 1970. O projeto foi desenvolvido para 4 instalações nos EUA e os reatores começaram a ser construídos em Callaway e Wolf Creek. A Usina Nuclear de Sizewell B no Reino Unido também foi baseado em SNUPPS mas com modificações significativas, tais como um sistema de emergência passivo.

## Leitura complementar
- Capítulo 5: A Indústria Nuclear, a Experiência com a Padronização, Nuclear Powerplant Standardization: Light Water Reactors, abril de 1981, Congressional Office of Technology Assessment, NTIS, a fim #PB81-213589